# Giro di valzer per domani
Giro di valzer per domani è il secondo album degli Arti e Mestieri (sulla copertina del vinile originale il nome della band appare come Arti + Mestieri), pubblicato dalla Cramps Records nel 1975. Il disco fu registrato al Fono di Roma ed al Milano Sound Recording di Milano, Italia.

## Tracce
Testi e musiche di Gigi Venegoni, Beppe Crovella e Arturo Vitale
Lato A
1. Valzer per domani – 2:12
2. Mirafiori – 5:55
3. Saper sentire – 4:40
4. Nove lune prima – 0:55
5. Mescal – 2:00
6. Mescalero – 0:35
7. Nove lune dopo – 1:08

Lato B
1. Dimensione terra – 1:30
2. Aria pesante – 3:53
3. Consapevolezza parte 1ª – 3:22
4. Sagra – 3:06
5. Consapevolezza parte 2ª – 1:12
6. Rinuncia – 2:48
7. Marilyn – 2:40
8. Terminal – 2:20

Edizione CD del 2001, pubblicato dalla Akarma Records (AK 1025)
Testi e musiche di Gigi Venegoni, Beppe Crovella e Arturo Vitale
1. Valzer per domani – 2:16
2. Mirafiori – 5:59
3. Saper sentire – 4:43
4. Nove lune prima – 0:53
5. Mescal – 5:16
6. Mescalero – 1:12
7. Nove lune dopo – 2:38
8. Dimensione terra – 1:34
9. Aria pesante – 3:55
10. Consapevolezza parte 1ª – 3:25
11. Sagra – 3:05
12. Consapevolezza parte 2ª – 1:14
13. Rinuncia – 2:53
14. Marilyn – 2:44
15. Terminal – 2:22
16. Arti – 2:34 – Bonus Track
17. Sui tetti – 6:13 – Bonus Track

## Formazione
- Gigi Venegoni - chitarra, sintetizzatore A.R.P.
- Beppe Crovella - pianoforte elettrico, pianoforte acustico, sintetizzatore A.R.P., emment mellotron, organo hammond
- Arturo Vitale - sassofono soprano, sassofono baritono, clarinetto, clarinetto basso, clavinet, vibrafono, voce
- Giovanni Vigliar - violino, voce, percussioni
- Gianfranco Gaza - voce
- Marco Gallesi - basso
- Furio Chirico - batteria, percussioni[1][5]
- Eugenio Finardi - voce ospite nel brano "Rinuncia"